# American VI: Ain't No Grave
American VI: Ain't No Grave é um álbum póstumo do cantor e compositor Johnny Cash,
lançado em 23 de fevereiro de 2010, pela American e Lost Highway Records O lançamento aconteceu três dias antes do aniversário de 78 anos de Cash.